# Isla Swains
La isla de Swains (Olosega en samoano, Olohega en tokelauano, Swains Island en inglés) es un atolón del archipiélago de Tokelau administrado por la Samoa Americana. Aunque geográfica y culturalmente pertenece al grupo de islas de Tokelau, política e históricamente es un territorio de los Estados Unidos de América.

## Geografía
El atolón está completamente cerrado y la laguna interior queda aislada del océano. Su salinidad depende de la lluvia. La superficie total es de 1,508 km², y contando con la laguna es de 1,865 km². En la zona de levante de la laguna hay un islote de 764 m².
En 2005 la población censada era de 8 habitantes en la villa de Taulaga situada a ponente. Al suroeste se encuentra la villa de Etena («el Edén») hoy en día abandonada.

## Historia
Según las tradiciones de la vecina Fakaofo, Swains quedó desierta en el siglo XVII después de un ataque desde aquella isla que mataron o secuestraron a los habitantes.
A menudo se ha identificado Swains como la isla de Gente Hermosa descrita por Pedro Fernández de Quirós el 2 de marzo de 1606, pero actualmente se señala que más probablemente se trate de Rakahanga, en las islas Cook.
En 1840 dos capitanes reclamaron su descubrimiento: el inglés Turnbull y el estadounidense W.C. Swains del ballenero George Champlan. El capitán Henry Hudson, del USS Peacock que se encontraba en aguas de Samoa, fue enviado para explorar la nueva isla. Consideró que su posición no coincidía con la isla de Quirós, y confirmó la posición dada por Swains, acreditándolo como el descubridor.
El capitán Turnbull, que reclamaba la propiedad, cedió la isla al estadounidense Eli Hutchinson Jennings Sr., Junto con Malia Jennings, su mujer samoana, se estableció en 1856 en Swains fundando una comunidad y una dinastía de propietarios. Su hijo, Eli Hutchinson Jennings Jr., llamado King Jennings por R.L. Stevenson, tuvo éxito con la plantación de cocoteros y atrajo la atención de las autoridades coloniales británicas de las islas Gilbert y Ellice que reclamaron la isla de Swains. En 1909 los británicos reconocieron la isla bajo el área de influencia estadounidense, pero legalmente continuó siendo tierra de nadie (terra nullius).
El hijo de Eli Hutchinson Jennings Jr., Alexander Hutchinson Jennings, heredó la propiedad en 1920. El 4 de marzo de 1925, la isla fue anexionada a la Samoa Americana a instancias de Alexander. Se le reconoció, a él y a sus descendientes, como el propietario de la isla bajo la autoridad del representante del gobierno. Actualmente la plantación no se continua explotando y solo vive la familia.
El gobierno de Nueva Zelanda, del que depende Tokelau, reconoció en 1981 la soberanía estadounidense de la isla de Swains, pero en la Constitución de Tokelau, no aprobada, se continua reclamando la isla como parte del futuro estado en libre asociación.

### La dinastía Jennings
- Eli Hutchinson Jennings Sr. (1814 - 1878), del 13 de octubre de 1856 al 4 de diciembre de 1878.
- Malia Jennings, su viuda (? - 1891), hasta el 25 de octubre de 1891.
- Eli Hutchinson Jennings Jr., su hijo (1863 - 1920), hasta el 24 de octubre de 1920.
- Ann Eliza Jennings Carruthers, hija de Eli Hutchinson Jennings Jr. (1897 - 1921), conjuntamente con su hermano.
- Alexander Hutchinson Jennings, hijo de Eli Hutchinson Jennings Jr. y hermano de Ann Eliza, hasta hoy.